# Drago

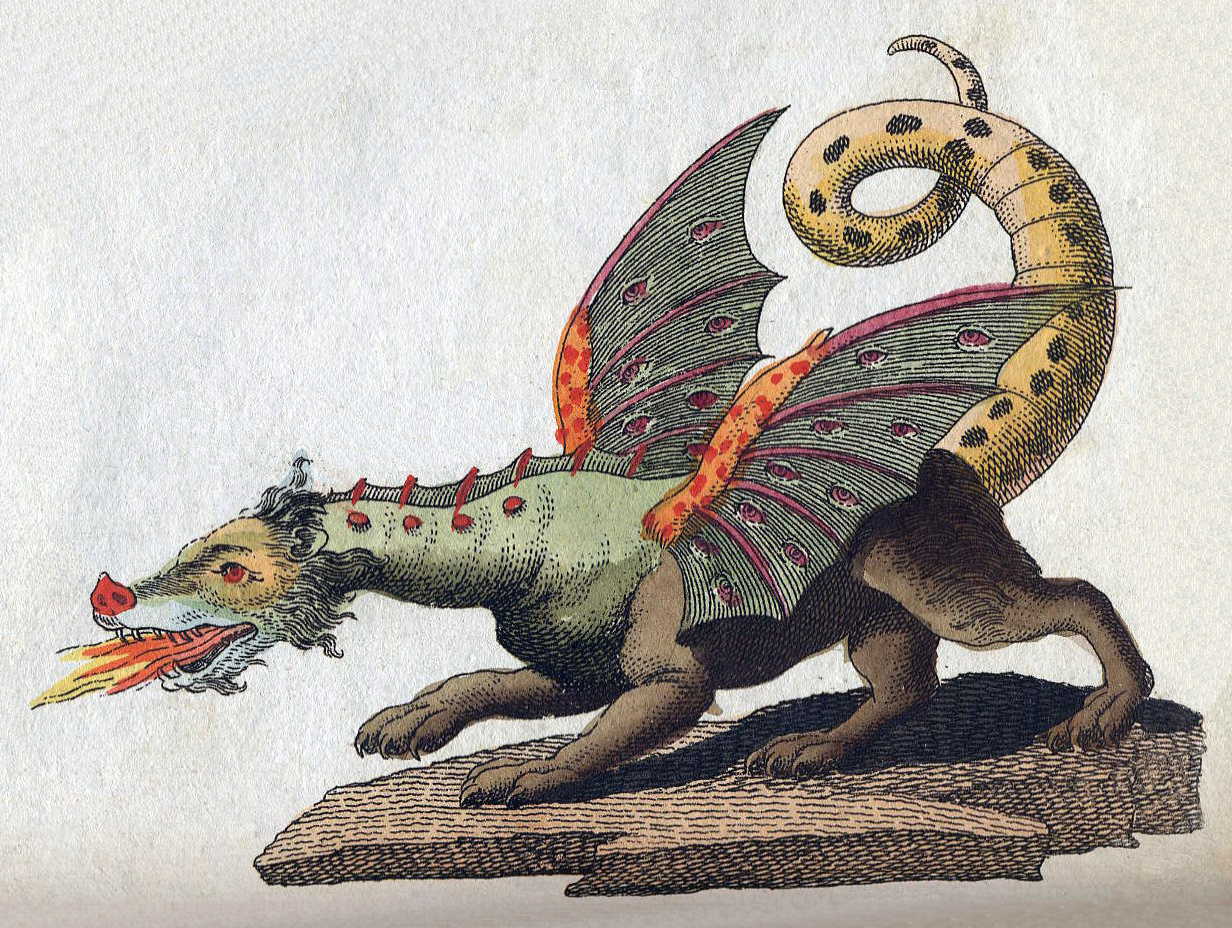
Disegno del 1806 di un drago, realizzato da Friedrich Justin Bertuch.

Il drago è una creatura mitico-leggendaria dai tratti solitamente serpentini o comunque affini ai rettili, ed è presente nell'immaginario collettivo di tutte le culture.
Il termine deriva dal latino draco (nominativo), draconis (genitivo), a sua volta proveniente dal greco δράκων (drakon), con l'omologo significato di serpente. L'etimologia del termine è stata spesso discussa: connesso col verbo δέρκεσθαι (dèrkesthai) "guardare", "che guarda lontano", probabilmente in connessione ai poteri legati allo sguardo di queste bestie o alla loro presunta vista acutissima.
Nel sanscrito e nell'indiano antico: dragh-ayami, allungare.
Fra gli animali realmente esistenti, vengono chiamati "draghi" alcuni rettili, come il drago di Komodo, il drago barbuto (genere Pogona), il drago d'acqua e il drago volante (genere Draco), o pesci come il drago marino comune.

## I draghi nella cultura antica
Presso gli antichi Greci e, a seguire, presso i Romani, acquisirono questo nome tutte le specie di serpenti grossi ed innocui che potevano anche essere tenuti come animali domestici. Già con Omero si cita un "drago", un animale fantastico con una vista acuta, l'agilità di un'aquila e la forza di un leone, rappresentato come un serpente con zampe e ali. Nelle Argonautiche di Apollonio Rodio è proprio un "drago" a sorvegliare il Vello d'oro, mentre Filostrato, nel 217 d.C., dissertava al riguardo di queste bestie ne La vita di Apollonio di Tiana (II, 17 e III, 6-8). L'animale è già presente nella mitologia greca in vari miti, come in quello del drago Ladone, padre delle Esperidi, ucciso da Eracle e posto nel firmamento nella costellazione del Draco, o del drago Pitone ucciso da Apollo.
Ampie trattazioni sul drago sono presenti anche in opere di scrittori Romani come Plinio, nella sua Historia Naturalis, Gaio Giulio Solino e Pomponio Mela.
Nel Nuovo Testamento, nell'Apocalisse di San Giovanni Apostolo, una delle visioni del teologo Giovanni riguarda un enorme drago rosso con sette teste e dieci corna, simboleggia il diavolo, che ripetutamente insidia la Donna vestita di Sole (identificata spesso come Israele, dalla tradizione cristiano-cattolica invece come la Vergine Maria o con la Chiesa e con altre simbologie da altre tradizioni cristiane), ma ella gli sfugge, e combatte contro Dio e i suoi angeli.
Nella favola di Fedro La volpe e il drago, il mitologico animale appare per la prima volta come guardiano di tesori nascosti, a simboleggiare il vizio dell'avarizia.
In Cina, i draghi sono da tempo immemorabile, assieme alla fenice, simbolo della famiglia imperiale. Il drago è divenuto quindi una creatura mitico-leggendaria presente nell'immaginario collettivo di molte culture, sia come essere malefico (il drago nella Bibbia simboleggia il male supremo, il diavolo) ma anche come guardiano e difensore di antichi tesori e luoghi magici e portatore di grandissimo sapere e conoscenza. Inoltre, non è infondato pensare che queste fantasie possano essere state alimentate dal ritrovamento di fossili di dinosauro, per l'epoca impossibili da spiegare altrimenti: per esempio, già nel 300 a.C., un misterioso fossile ritrovato a Wucheng, Sichuan, in Cina, è stato etichettato come fossile di drago da tale Chang Qu.
Intorno al 1910 è stato reso pubblico che una specie di drago lucertola esisteva realmente e si trattava del cosiddetto drago di Komodo. In Australia è esistito un varano gigante (Varanus priscus, noto anche come Megalania) ed estintosi nel Pleistocene; si ritiene potesse raggiungere i 7 metri di lunghezza ed i 1900 chilogrammi di peso, nell'ipotesi che avesse una corporatura simile a quella del drago di Komodo. È quindi possibile che i rituali e le feste cinesi che richiamano la figura del drago siano da ricondurre al varano; questa ipotesi è rafforzata dal fatto che alcune popolazioni orientali vivono a stretto contatto ogni giorno con i varani che si aggirano tranquillamente vicino alle loro capanne in cerca di cibo. Vi è quindi una forma di relazione stretta uomo - varano in queste isole, dove l'uomo ammira questo animale e dove l'animale non lo aggredisce perché sa di poter avere del cibo senza doverselo procacciare.
Esistono altre forme di draghi viventi (varani) in Africa e Australia, a volte in competizione per il cibo con il coccodrillo, anch'esso rassomigliante alle versioni poetiche sui draghi: la famosa leggenda di San Giorgio e il Drago si svolgeva proprio in Africa, dove vivono sia coccodrilli che grossi varanidi.

## Caratteristiche peculiari
Quando parliamo di un animale frutto della fantasia umana, può sembrare inutile trattare degli attributi fisici e delle qualità di queste creature; sta di fatto che, data la vastissima diffusione di questi rettili alati all'interno delle culture di tutto il mondo, è possibile catalogare e registrare differenti specie, ognuna solitamente caratterizzata da tratti distintivi ricorrenti. In linea di massima possiamo intanto affermare che tipicamente il drago è visto come una creatura appartenente alla classe dei rettili, è carnivoro e depone le uova (ovviamente esistono eccezioni).

### Specie affini ai draghi
- Se un drago possiede grandi ali e non ha le zampe, è un anfittero. L'anfittero vive nella Mesoamerica ed è anche chiamato Serpente piumato, perché è appunto ricoperto da piume.
- Il drago che  invece ha due gambe ma niente ali si chiama lindorm o lindworm. Sono draghi che solitamente vengono rappresentati sugli stemmi araldici.
- Gli zilant, draghi con ali e due zampe: anche questi sono animali araldici e compaiono in molti dipinti del Medioevo e del Rinascimento. Non vanno confusi con le viverne, le quali hanno una coda serpentina ed uncinata e sono di dimensioni molto maggiori.
- I draghi che possiedono quattro zampe e due ali sono definiti generalmente come draghi occidentali, mentre i draghi con quattro zampe ma senza ali sono indicati col nome di draghi orientali.
- Ricordando il mito di Ercole, i draghi con più teste vengono comunemente definiti col nome di idre.
- Un drago senza ali né zampe (oppure con due zampe) ma con due teste è chiamato anfisbena[11].
- Il knucker è un drago d'acqua dagli arti piccoli, che striscia non potendo volare per via delle ali troppo corte.

### Tipologie
Prima di approfondire le varie apparizioni di queste creature magiche nei vari Paesi, è opportuno fornire una prima distinzione generale sulle principali tipologie, per avere un'idea di quali sono le somiglianze ma anche le differenze dei draghi nelle culture di tutto il mondo. Il seguente elenco è ricco, ma comunque non totalmente esaustivo - la maggior parte delle informazioni qui presenti derivano principalmente da una rielaborazione di svariati testi più o meno dettagliati ed attendibili sull'argomento.
L'Anfittero messicano è un dragone tipico delle zone dell'America Latina e del Messico. Si tratta di un enorme drago senza zampe e dalle ali piumate che veniva venerato dalle antiche popolazioni del continente americano, che gli elargivano doni e sacrifici dai tetti dei templi. Possiede inoltre una vista acutissima ed un soffio infuocato letale.

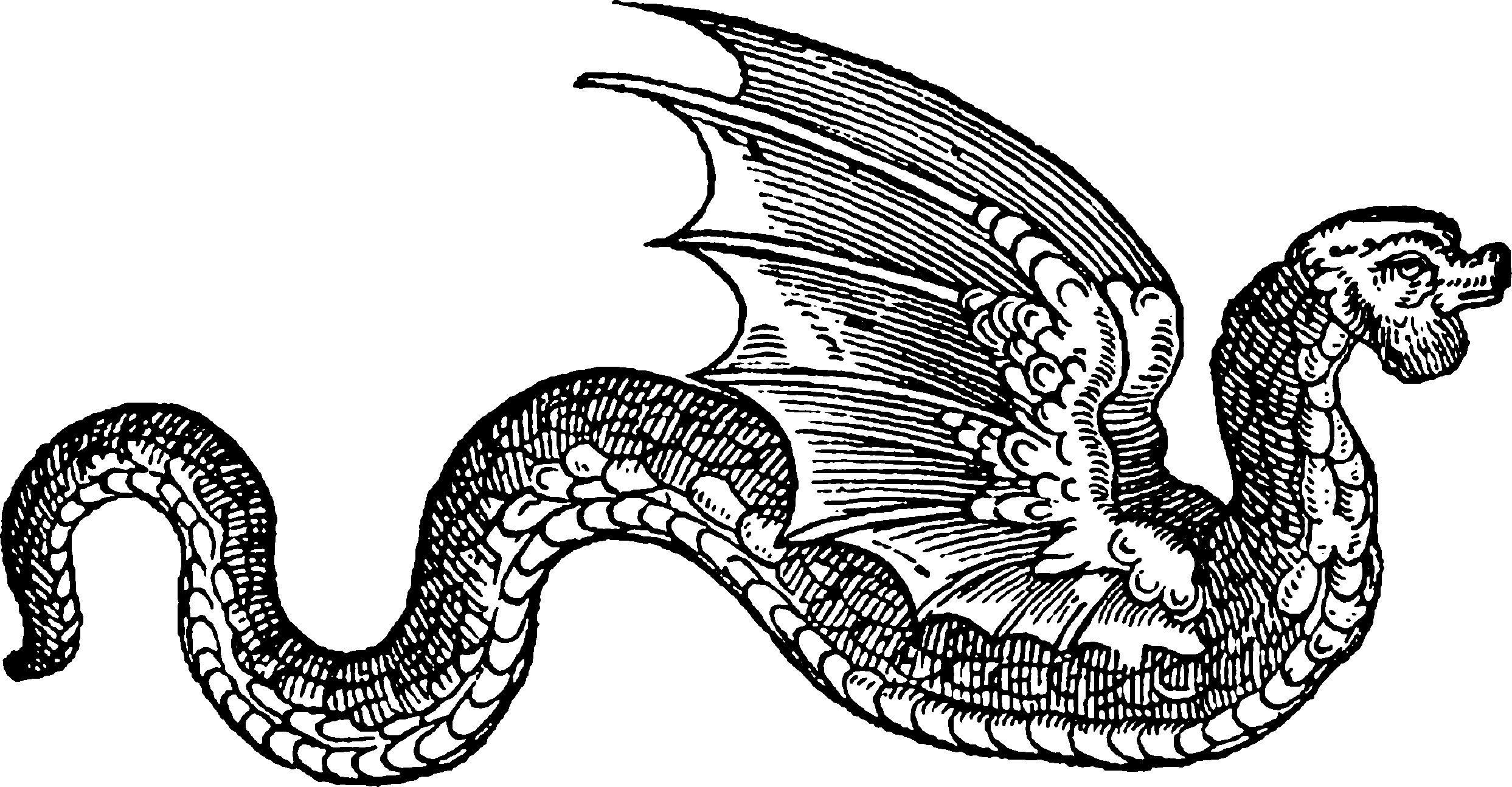
Anfittero, Edward Topsell (1608).

Il drago asiatico è il tipico dragone orientale, dal corpo lungo serpentiforme, ricoperto da peluria e da squame, senza ali ma comunque capace di volare - anche se si dice che questi draghi possono farsi crescere delle ali se vivono abbastanza a lungo. Ha il muso da coccodrillo, il corpo da serpente, la criniera e gli artigli da leone; tipicamente possiede sul muso dei lunghi baffi filiformi e una cresta che lo percorre in tutta la sua lunghezza, lungo la schiena.
La coccatrice, creatura simile ad un brutto pollo, anche se molto somigliante ad esso è un drago. Diretta discendente del basilisco, il serpente di appena 30 cm è caratterizzato da una macchia a forma di corona sulla testa, è nato dalla testa di Medusa decapitata e possiede un alito venefico in grado di trasformare i boschi in deserti. Dalla testa e le zampe di galletto e dal corpo squamoso, dotato di ali membranose, la Coccatrice rientra a tutti gli effetti invece nella famiglia delle Viverne. Una Coccatrice nasce quando un uovo deposto da un pollo di sette anni viene covato per altri nove da un rospo o da un serpente.
La viverna si divide principalmente in due sotto-specie: di palude e di montagna. I due tipi hanno le stesse caratteristiche fisiche, cioè due zampe e due ali, il corpo gigantesco e squamoso, una coda potentissima che termina in una cuspide velenoso, ma mentre la prima è piccola e di colore nero, la seconda è molto grande  e di colore verde tiglio o terra di Siena, con il ventre più chiaro. Le uova sono grandi e dure e assumono il colore del terreno. Nella prima religione vedica, Vritra (dal Sanscrito: वृत्र (Devanāgarī) o Vṛtra (IAST)) “l'avviluppatore” era un Asura (un tipo di divinità combattivo ed assetato di potere) ed anche un "nāga" o possibilmente una creatura simile ad un drago, personificazione della siccità e nemico di Indra. Vṛtra è tra l'altro conosciuto nei Veda come Ahi (serpente) e si diceva avere tre teste.
Nella mitologia persiana, invece, era credenza che i draghi appena nati avessero il colore degli occhi della madre. Aži Dahāka è all'origine del moderno termine persiano azhdahā o ezhdehā اژدها (medio persiano Azdahāg) col significato di "drago", spesso per indicare un drago sopra i vessilli di guerra. Nel linguaggio medio persiano viene chiamato Dahāg o Bēvar-Asp, dove l'ultima parola significa "[colui che ha] 10000 cavalli." Molti altri draghi e creature simili a draghi, tutti malvagi, sono menzionati nelle scritture di Zoroastro (vedi Zahhak). Le viverne si nutrono principalmente di elefanti e di altri grandi mammiferi ma non di giraffe. Solitamente sputano veleno e non fuoco ma alcune sono in grado di fare il contrario. Sono diffuse soprattutto in Africa, Arabia e in Europa.

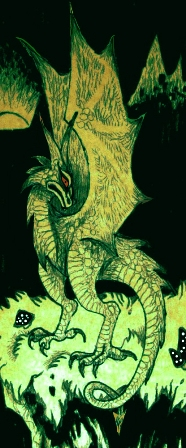
Rappresentazione di una viverna di montagna

Il Drago greco, gigantesca bestia serpentiforme dalla lingua triforcuta, era già famosa nella Grecia antica per la sua infinita saggezza, e spesso si diceva parlasse per bocca degli oracoli. Il mito della fondazione di Tebe contiene svariati dragoni: il dragone Pitone viveva presso una sorgente sul Parnaso, finché Apollo non lo trafisse con le sue frecce e trasformò il santuario della bestia nella sede dell'Oracolo di Delfi. L'Oracolo indicò a Cadmo dove fondare la propria città, e questi, incamminatosi presso il luogo indicatogli dall'Oracolo, si ritrovò presso una sorgente custodita da un Dragone. Sconfitta la creatura, la dea Atena disse a Cadmo di seminare i denti della bestia, e questi si tramutarono in guerrieri che iniziarono a combattersi a morte. I sopravvissuti aiutarono Cadmo a costruire Tebe. In seguito Atena diede alcuni denti del drago anche a Giasone per aiutarlo nella sua impresa alla ricerca del Vello d'oro, sottratto ad un Dragone addormentato. Queste creature non hanno arti né ali, sono di solito giganteschi, e come i serpenti si avvolgono in spire. Le uova sono oblunghe e dorate.

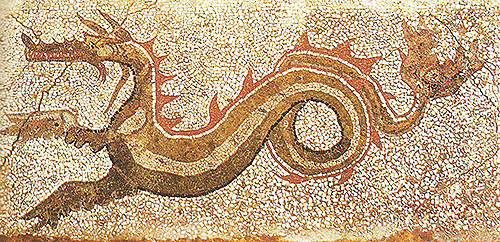
Mosaico del III secolo a.C., ritrovato sul sito magnogreco di Kaulon (odierna Monasterace, nella Città metropolitana di Reggio Calabria).

L’idra è un drago con più teste serpentine attaccate allo stesso tronco. Il loro numero è variabile, ma di solito è di sette o nove. I primi nacquero dall'unione tra il multiteste Tifone e la donna-serpente Echidna. I figli dei due furono Chimera, dalla testa di leone e dal corpo di serpente-capra, Cerbero il cane a tre teste e l'Idra di Lerna, rettile con molte teste che verrà poi ucciso da Ercole, il quale sconfisse anche Ladone dalle cento teste e Scilla, dai tentacoli di piovra. Per quanto riguarda gli arti, questo drago presenta quattro zampe e spesso un paio di ali.
Alla stessa razza appartiene il Grande Drago Rosso dell'Apocalisse dalle sette teste coronate e dalle 10 corna, cacciato dal cielo dall'arcangelo Michele ed i suoi angeli. Esistono differenti versioni del modo in cui questi draghi si riproducono: alcuni affermano che depongano uova, altri invece che, come fanno ad esempio le stelle marine, perdano volutamente una delle loro teste dalle quali svilupperà autonomamente un altro drago – al contrario invece tagliare una testa di questa creatura ne fa sviluppare al suo posto altre.
Il Mushussu, rappresentato sulla porta di Ishtar a Babilonia, è conosciuto anche col nome di Sirrush ed era il guardiano e compagno degli dei. Questo drago dall'aspetto peculiare, alto quanto un cavallo, dal collo massiccio, con zampe anteriori da leone e posteriori da aquila, risale all'origine dei tempi, quando era compagno ideale di molti dei ed era sacro al dio Marduk che sconfisse Tiamat generando dal suo corpo il cielo e la terra. Nabucodonosor in onore al dio Marduk fece rappresentare il Mushussu sulle porte già citate e lungo la Strada Sacra. Il Mushussu è sempre stato visto come un drago docile e buono, dato il suo nobile lignaggio.
Il primo a parlare del Piasa fu il prete francese Jacques Marquette. Lungo il Mississippi, nel 1673, a lui ed al suo compagno Louis Joliet, capitò di scorgere due figure grottesche su degli scogli, descrivendole in seguito come bestie “grandi come un vitello, con corna di cervo, occhi rossi, una barba da tigre ed una spaventosa espressione. La faccia sembra quella di un uomo, il corpo è coperto di squame; la coda è così lunga da circondare tutto il corpo, passando sopra la testa e tra le gambe e termina come quella di un pesce”. Una tribù di Indiani Algonchini chiamò il mostro Piasa, “l'uccello che divora gli uomini”. Pitture rupestri del mostro furono rinvenute ad Alton, nell'Illinois.

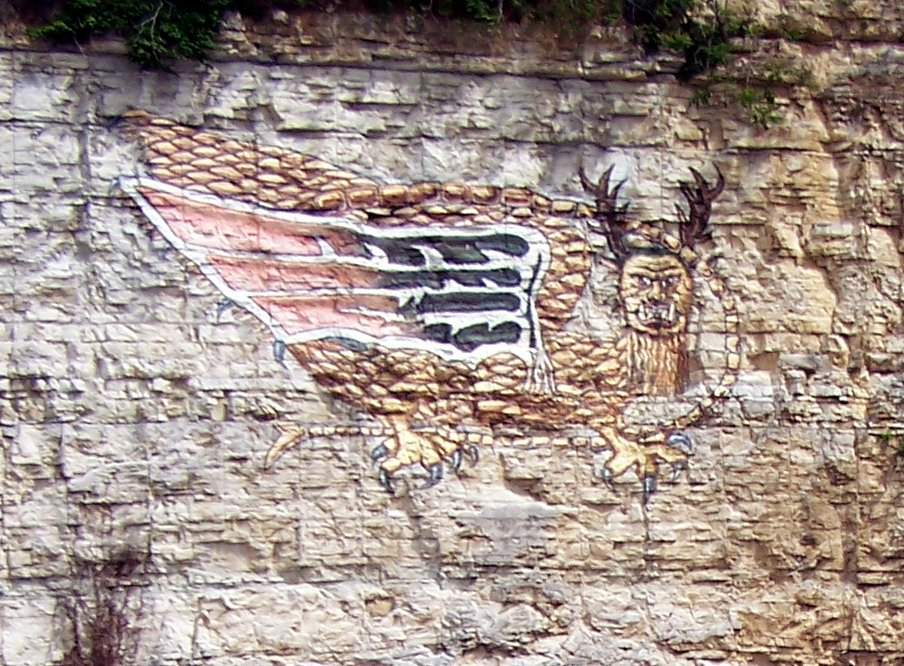
Pittura parietale raffigurante un piasa

Di tutta altra natura è invece il Serpente Arcobaleno, gigantesca serpe multicolore con creste sfarzose lungo tutto il corpo. Già seimila anni fa gli aborigeni australiani lo dipinsero come una bestia gigantesca che, strisciando sul terreno, creò monti, valli e fiumi. Aido Hwedo, invece, modellò l'Africa occidentale. Fu la prima creatura del dio Mawu ed ancora oggi secondo le tradizioni locali resta attorcigliata sul fondo dell'oceano a sorreggere il mondo. Un'altra leggenda vuole che un giorno, nel Tempo dei Sogni, un pescatore disturbò un Serpente Arcobaleno dormiente e che questi, adirato, causò il grande diluvio che sommerse la terra e distrusse villaggi. Le loro uova sono iridescenti ed a forma di goccia.
La salamandra assomiglia alla sua omonima controparte reale: piccola, a quattro zampe, di forma simile ad un geco, nasconde però una saliva letale ed è invulnerabile alle fiamme. Si dice che il suo corpo sia così gelido che se si rotola nel fuoco, riesca perfino a spegnerlo. Le salamandre inoltre producono un materiale peculiare, simile all'amianto per le proprietà ignifughe, chiamato “lana di Salamandra”. Le salamandre, a causa della loro saliva schiumosa altamente velenosa, possono portare la distruzione ad interi villaggi, avvelenando i frutti degli alberi su cui salgono o cadendo nelle pozze di acqua potabile rendendola venefica. Sono solite realizzare i loro nidi nel fuoco.

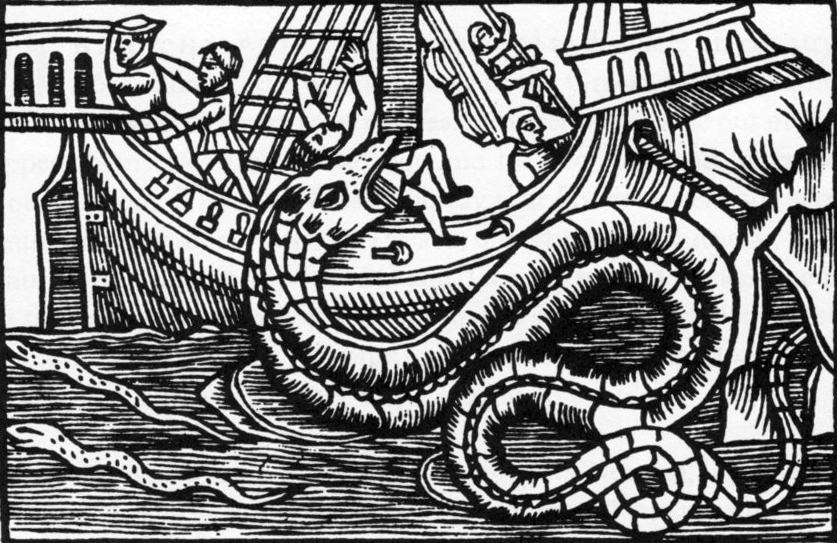
Serpente di mare, illustrazione dell'Historia de Gentibus Septentrionalibus

I serpenti marini vivono in mare e raramente in qualche lago o fiume, hanno un corpo e aspetto serpentiforme e non possiedono alcun tipo di arti o in alcuni casi possiedono solo delle pinne. Nuotano tenendo la testa crestata alta, e varie spire emergono dai flutti dietro di essi. Uno dei più famosi è quello riportato sulla mappa della Scandinavia di Olaus Magnus nel 1539: lungo 60 metri, si avvolge attorno ad una nave con un marinaio nelle fauci. Tali mostri marini sono stati avvistati sia nei mari del Nord che nell'Atlantico, ma anche nei laghi scozzesi ed in altre parti del globo. Un esempio classico di serpente marino è Jormungandr, creatura della mitologia scandinava e figlio maschio illegittimo di Loki e della gigantessa Angrboða, gettato da Odino nell'oceano poco dopo la sua nascita: tale drago si tratterebbe di un serpente marino estremamente velenoso e dalle dimensioni titaniche, talmente lungo da riuscire a circondare tutta la terra col suo corpo e a far arrivare la sua coda fino o addirittura oltre la sua testa. Jormungandr è predestinato ad essere ucciso da Thor al momento del Ragnarǫk, e allo stesso tempo ucciderà il dio con il suo potentissimo veleno. Un altro esempio di serpente acquatico è Ceto nella mitologia greca, che veniva rappresentato come un incrocio tra serpente e balena e rappresentava principalmente i pericoli del mare. Nel folklore scozzese invece il Mostro di Loch Ness è un esempio di serpente marino: sebbene sia una creatura lacustre, più volte è stato descritto con l'aspetto di tale categoria di drago. Questa creatura secondo le leggende nuotava nel lago omonimo, e molta gente sostiene di averla avvistata sin da tempi antichi. Non si sa molto di questo drago, nemmeno il suo sesso, ma le persone nel corso del tempo hanno iniziato a chiamarlo Nessie e a designarlo di sesso femminile e dall'aspetto simile ad un Plesiosauro o ad un Elasmosauro: collo e coda serpentiformi con corpo tozzo e pinne. Questo ha fatto pensare che difatti l'animale non si trattasse di un drago mitologico ma bensì di un rettile marino antico sopravvissuto all'estinzione, ma non è mai stata trovata alcuna traccia della creatura né suoi resti in caso fosse morta, e le uniche testimonianze della sua esistenza sono foto di questo vecchie e di dubbia attendibilità. Tiamat della mitologia babilonese è una divinità serpente marino di sesso femminile, rappresentata in genere come un gigantesco drago marino serpentiforme e a volte come donna col corpo da serpente. Essa è la dea del mare e viene uccisa in combattimento da suo figlio Marduk. Il Leviatano invece è un serpente marino della mitologia cristiana ed ebraica, e viene citato nell'Antico Testamento (nel libro di Giobbe) e nell'Apocalisse. Tale creatura è di sesso maschile e viene rappresentato essenzialmente come un gigantesco serpente di mare che causa tempeste e maremoti quando risale dagli abissi marini. In alcune rappresentazioni alternative è stato designato come una gigantesca balena (da qui è nato il nome per l'antica specie di cetaceo Livyatan Melvillei), a volte come un gigantesco coccodrillo e a volte come un gigantesco cefalopode.

Il drago occidentale è forse il più noto e diffuso, tant'è che è probabilmente la prima immagine che ci viene alla mente sentendo la parola drago. Questo tipo di drago infatti è quanto di più classico ci possiamo aspettare: corna puntute, quattro zampe, ali membranose, aspetto da “lucertolone” e squame e scaglie su tutto il corpo, nonché l'innata capacità di sputare fuoco.

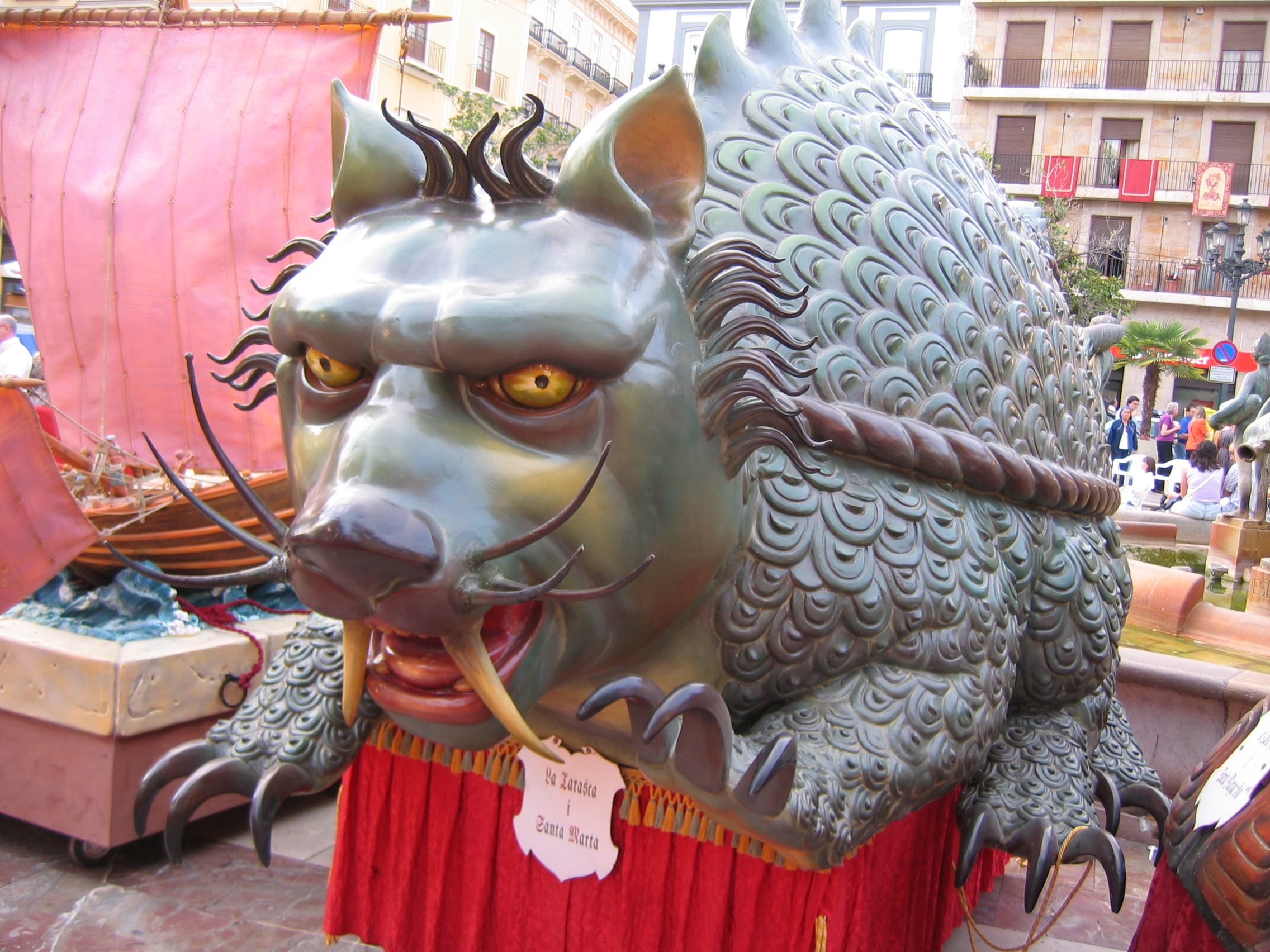
Statua della Tarasca.

Ogni anno a Tarascona, in Francia, si celebra la vittoria degli antenati sulla mostruosa Tarasca portando per le vie della città una bandiera con raffigurata la bestia. L'anfibia Tarasca, grande quanto un grosso bue, ha la testa di leone ed un corpo corazzato rigido e coperto da spuntoni, sovrastante il corpo squamoso. Ha sei zampe simili a quelle dell'orso e la coda di serpente. La Tarasca ha come antenati non solo il potente Leviatano ma anche il Bonaso, che si trattava di una creatura bovina che uccideva grazie ai suoi escrementi di fuoco. Portatore di grandi danni, la Tarasca scatenò la rabbia del villaggio che invocò l'aiuto di santa Marta. Questa si recò nel bosco e trovò la Tarasca alle prese con la sua ennesima vittima, lo asperse con l'acqua santa, lo legò con la cintura e lo portò in città dove gli abitanti uccisero il mostro, e cambiarono il nome del paese da Nerluc a Tarascona per ricordare l'evento.
Fafnir, il drago tedesco che custodiva l'Anello dei Nibelunghi, e che Sigfrido, nella saga dei Volsunghi, uccise e ne mangiò il cuore per poter capire il linguaggio degli uccelli, era a tutti gli effetti un knucker. Sempre nella mitologia nordica è possibile trovare altri di questi draghi: Níðhöggr che cerca di distruggere il mondo rosicchiando le radici dell'albero Yggdrasill. Uno dei draghi della letteratura tradizionale germanico-norrena che maggiormente descrive lo stereotipo successivamente accolto dall'immaginario popolare e dal fantasy è quello del poema anglosassone Beowulf: si tratta di una serpe alata, che sputa fiamme e custodisce un antico tesoro.
Altra caratteristica del drago nella mitologia norrena è la sua capacità linguistica. Esso è in grado di parlare tutte le lingue, di cui si serve per mentire ed ingannare. Questi draghi, mastodontici lucertoloni solitamente senza ali e dai corpi allungati e sinuosi, sono la versione britannica del drago Occidentale: hanno squame dure come l'acciaio, denti affilatissimi ma non possono sputare fuoco. Un altro Knucker famoso fu quello che affrontò Beowulf ormai vecchio, morendo assieme a lui. Il Verme di Lambton e il Drago di Wantley furono entrambi uccisi da cavalieri, e la collina di WormHill prende proprio il nome dal Verme di Lambton. Re Artù adottò questa razza come suo stemma.

## Draghi nelle varie culture
| Draghi orientali             |                                                | |
| Drago cinese                 | Lóng (Loong, o Lung)                           | Il Drago cinese è una creatura mitologica cinese che appare anche in altre culture asiatiche. È spesso collegato con la famiglia imperiale ed è molto diffuso nel folklore e nell'arte locali. |
| Naga indiano                 | Nāga                                           | Un drago serpentino comune a tutte le culture influenzate dall'Induismo. Ha spesso un cappuccio simile ai cobra e possono avere più teste a seconda del grado. Solitamente non hanno né braccia né gambe, ma quelli articolati ricordano i draghi orientali. |
| Drago indonesiano/malese     | Naga o Nogo                                    | Derivato dal Naga indiano, il credo nel drago Indo-Malese si è diffuso in tutta la Malaysia attraverso l'induismo. La parola naga è sempre il termine malese comune per draghi in generale. Come la controparte indiana, il naga è considerato come una creatura divina, benevolente, e spesso associato con montagne sacre, foreste e alcune parti del mare. |
| Drago giapponese             | Ryū                                            | Simili ai draghi cinesi ma con tre artigli invece di quattro. Sono solitamente buoni, associati all'elemento acqua e possono esaudire i desideri. |
| Drago Khmer                  | Neak                                           | I draghi Khmer 'Neak' derivano dal nāga indiano. Come la loro controparte indiana, i neak spesso presentano caratteristiche riprese dal cobra. Possono avere fino a nove teste, con l'incrementare del rango. Un numero di teste dispari rappresenta la mascolinità mentre un numero di teste pari la femminilità. Tradizionalmente, un neak differisce dai solitamente serpentini Makar e Tao poiché il primo possiede tratti da coccodrillo ed il secondo tratti felini. Una principessa drago è la protagonista del mito della creazione in Cambogia. |
| Draghi coreani               | Yong (Mireu)                                   | Un drago dei cieli, praticamente identico al Lóng cinese. Come il lóng, lo yong e gli altri draghi coreani sono attribuiti solitamente all'acqua ed al tempo atmosferico. In coreano puro, è anche noto come Mireu. |
| Draghi coreani               | Imoogi                                         | Un drago degli oceani senza corna, di solito paragonato ai serpenti marini. Imoogi significa letteralmente "grande lucertola". La leggenda dell'Imoogi dice che il dio del sole ha dato all'Imoogi i loro poteri attraverso una ragazza umana, che sarebbe diventata un Imoogi il giorno del suo 17º compleanno. La leggenda dice anche che un marchio a forma di drago può essere visto sulla spalla della ragazza, rivelando la sua vera identità di Imoogi in forma umana. |
| Draghi coreani               | Gyo                                            | Un drago di montagna. In effetti, l'ideogramma cinese usato per questo drago è lo stesso dell'Imoogi. |
| Drago delle Filippine        | Bakunawa                                       | Il Bakunawa appare come un serpente gigante che vive nel mare. I nativi del passato credevano che il Bakunawa causasse le eclissi di sole e di luna. Si diceva anche che durante certi periodi dell'anno, il bakunawa emergesse dall'oceano per ingoiare la luna intera. Per far sì che il Bakunawa non divorasse completamente la luna, i nativi uscivano di notte con pentole e padelle in mano a fare rumore per spaventare il Bakunawa e fargli sputare di nuovo la luna nel cielo. C'è anche ci dice che il Bakunawa possa uccidere le persone a distanza sotto contatto visivo immaginandone la morte. |
| Drago Vietnamita             | Rồng o Long                                    | I corpi di questi draghi si piegano nella forma di 12 creste d'onda per simboleggiare i mesi dell'anno. Possono cambiare il tempo atmosferico e sono responsabili dei raccolti. Lungo tutta la schiena del drago vi sono delle piccole squame ininterrotte. La testa ha una folta criniera, baffi, occhi prominenti, una cresta sul naso ma non presenta corna. La mascella è ampia ed aperta, con una lingua lunga e sottile. Portano sempre con sé una châu (gemma/gioiello) nella bocca (un simbolo di umanità, nobiltà e conoscenza). |
| Draghi Occidentali           |                                                | |
| Drago francese               | Drago                                          | La rappresentazione francese dei draghi percorre gran parte della storia europea, ed ha dato il nome anche ai dragoni (dragoon), un tipo di cavalleria. |
| Drago greco                  | Drakōn - δράκων                                | Cadmo che combatte il drago è un tipico racconto della mitologia greca risalente a prima del 560 – 550 a.C. |
| Drago gallese                | Y ddraig goch ("il drago rosso")               | Nella mitologia gallese dopo una lunga battaglia (alla quale assiste il re Vortigern) un drago rosso sconfigge un drago bianco sassone; Merlino spiega a Vortigern che il drago rosso simboleggia i Gallesi, mentre il drago bianco simboleggia i Sassoni — predicendo perciò la vittoria del Galles sugli inglesi. Il draig goch appare sulla bandiera nazionale del Galles. |
| Drago albanese               | Dragua                                         | Nella mitologia albanese i Draguas hanno quattro zampe e due ali da pipistrello, un unico corno sulla testa e grandi orecchie. Vivono nelle foreste, e non possono essere visti a meno che non lo vogliano. Un Dragua può vivere fino a cento anni e non può essere ucciso dagli umani. A seguito dell'invasione ottomana, i Dragua sono diventati protettori degli abitanti degli altopiani. |
| Drago sardo                  | scultone                                       | Il drago chiamato "scultone" o "ascultone" fece parte delle leggende tramandate in Sardegna per millenni. Poteva uccidere con lo sguardo, come il Basilisco viveva tra gli arbusti ed era immortale. |
| Drago catalano               | Drac                                           | I draghi catalani sono creature simili a serpenti con due zampe (raramente quattro) e, a volte, un paio d'ali. I loro volti riprendono quelli di altri animali. Possiedono un alito infuocato e velenoso, in grado di far marcire qualsiasi cosa.Víbria è il termine con cui si indica un drago femmina. |
| Drago scandinavo e tedesco   | Lindworm (Vandalo)                             | I Lindworm (o Worm) sono draghi serpentiformi spesso associati, nell'araldica nordica e tedesca, con le viverne. |
| Drago italiano e inglese     | Viverna                                        | Le viverne sono comuni nell'araldica medioevale, solitamente raffigurati in posizione stante. È un drago provvisto di due ali che fungono anche da zampe anteriori quando si trova a terra e ha due zampe posteriori ed una lunga coda serpentiforme. Soprattutto si trova con frequenza in due culture: nella cultura medioevale italiana e in quella inglese. Una delle viverne più famose del folklore medioevale italiano è il Thyrus (nome in latino) o Tiro di Terni. Una terribile viverna che affliggeva il comune umbro nel XII secolo. Un giorno un giovane e valoroso cavaliere, stanco di assistere alla morte dei suoi concittadini e allo spopolamento di Terni, affrontò il drago e lo uccise. Il comune da quel giorno in poi assunse la creatura nel proprio stemma cittadino. Lo dimostra anche la scritta in latino: "Thyrus et amnis dederunt signa Teramnis" che campeggia sotto il gonfalone del Comune di Terni. L'Italia e l'Umbria in particolar modo è sempre stato un territorio molto fertile per l'habitat di queste creature. Un'altra epopea narra di un altro drago che viveva ancora nelle zone dell'Umbria meridionale sempre vicino alle zone del ternano. La leggenda narra dell'esistenza di uno spaventoso drago che minacciava i luoghi intorno al paese di Fornole. S.Silvestro il famoso papa romano, giunto in Umbria liberò la popolazione fornolese dalla terribile ferocia del drago, rendendolo docile. Per ringraziamento la popolazione, devota al Santo, costruì nel corso del XIII secolo una chiesetta in cima al monte, proprio vicino alla tana del temutissimo drago. Nell'abside della chiesetta si trova un affresco che rappresenta l'iconografia del Santo. Ancora oggi la devozione a San Silvestro è forte tra gli abitanti del paese. |
| Drago asturiano              | Cuélebre                                       | Nella mitologia asturiana i Cuélebre sono serpenti giganti alati che vivono in cave dove sorvegliano tesori e xana (esseri simili a ninfe) rapite. Possono vivere per secoli ed in vecchiaia possono usare le ali per volare. Il loro alito è venefico e spesso uccidono bestiame per cibarsi. Il termine asturiano Cuelebre viene dal latino colŭbra, "serpente". |
| Drago portoghese             | Coca                                           | Nella mitologia portoghese Coca è un drago femmina che combatte San Giorgio, e perde la sua forza quando il santo le taglia un orecchio. |
| Drago armeno                 | Vishap                                         | Simile al drago europeo comune. |
| Drago della Lituania         | Drakonas                                       | Questo drago somiglia più ad un'Idra con più teste, anche se a volte appare con una testa sola. |
| Drago slavo                  | Zmey, Zmiy, Zmij, змей, o Zmaj, o Drak, o Smok | Simile al drago europeo convenzionale ma con più teste. Sputano fuoco e possono creare poderose turbolenze quando volano. Nella tradizione slava il drago rappresenta il diavolo. A specifici draghi vengono spesso dati nomi turchi (vedi Zilant più sotto), simboleggiando il sempiterno conflitto tra Slavi e Turchi. Comunque, nel folklore serbo e bulgaro, i draghi sono difensori dei raccolti delle loro terre, combattendo contro un demone distruttivo chiamato Ala, che colpiscono coi loro fulmini. |
| Drago siberiano              | Yilbegan                                       | Simile ai draghi slavi. |
| Drago rumeno                 | Balaur                                         | I Balaur sono molto simili agli Zmey: enormi, con pinne e più teste. |
| Draghi ungheresi (Sárkányok) | Sárkány                                        | Un drago in forma umana. Spesso sono giganti con più teste. La loro forza risiede nelle teste, e si indeboliscono mano a mano che le perdono. Nell'ungherese odierno la parola sárkány è usata per riferirsi in generale ad ogni tipo di drago. |
| Draghi ungheresi (Sárkányok) | Sárkánykígyó                                   | Un gigantesco serpente alato, che in effetti è uno zomok cresciuto. Spesso serve da cavalcatura ai garabonciás (una sorta di mago). Il sárkánykígyó governa le tempeste ed il maltempo. |
| Draghi ungheresi (Sárkányok) | Zomok                                          | Un grande serpente che vive nelle paludi, che uccide regolarmente maiali o pecore. Un gruppo di pastori può ucciderlo facilmente. |
| Draghi ciuvasci              | Vere Celen                                     | I draghi ciuvasci fanno parte della mitologia pre-islamica della Ciuvascia. |
| Drago tataro                 | Zilant                                         | Molto simile ad una viverna, lo Zilant è il simbolo del Kazan. Zilant è un derivato russo del tataro yılan, serpente. |
| Drago turco                  | Ejderha o Evren                                | Il drago turco secerne fuoco dalla coda e non c'è alcuna menzione nelle leggende riguardo alla presenza di ali o arti. In effetti, molti racconti turchi (ed in seguito islamici) riportano questi draghi come enormi serpenti. |

## Cultura moderna e contemporanea

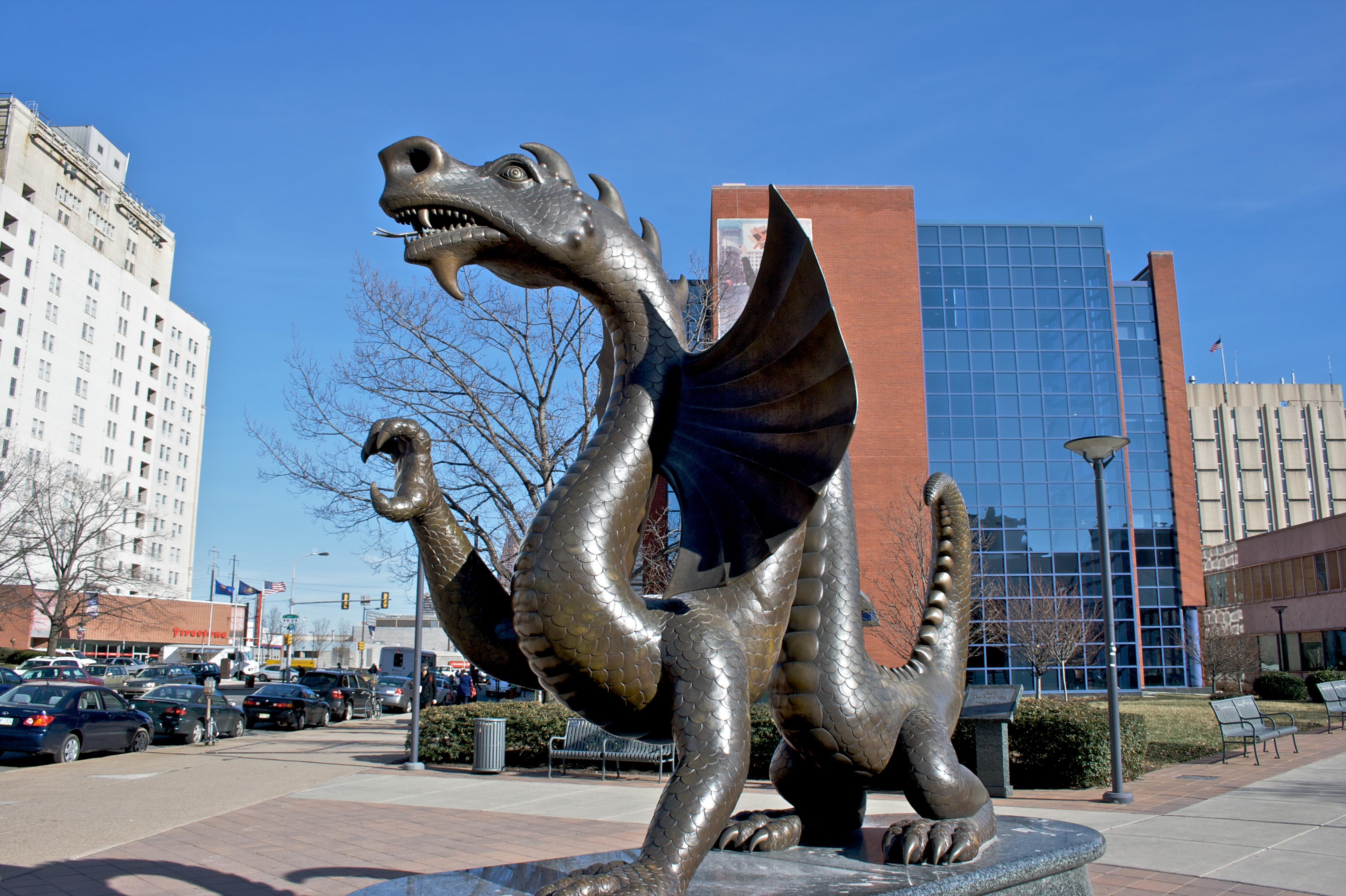
Scultura di un drago denominato Mario the Magnificent, mascotte della Drexel University, a Filadelfia.

In epoca romantica, specie in area germanica e anglosassone, cominciò a rifiorire l'interesse per la mitologia germanica. Questo interesse fu accompagnato da un moltiplicarsi di riedizioni del Canto dei Nibelunghi e di sue rivisitazioni sceniche (la più importante: il ciclo drammatico-musicale L'anello del Nibelungo, di Richard Wagner). In queste la figura del Drago, sempre presente, assume progressivamente caratteristiche tipiche dell'odierno fantasy.
Attualmente i Draghi sono diventati alcuni tra i protagonisti dei romanzi e giochi di tipo fantasy, seppur, specie in anni molto recenti, la loro figura sia stata pesantemente modificata rispetto a come venivano presentati nelle leggende classiche, infatti in genere nelle opere moderne si tende ad usare la figura del tipico drago del Medioevo europeo cui però vengono spesso attribuiti caratteri, alcuni ripresi dal suo "cugino" cinese (bontà d'animo, poteri di vario genere, saggezza eccetera), altri ripresi da altre creature mitologiche e altri totalmente inventati.

### Letteratura
Nel contesto del fantasy la figura dei draghi risulta emblematica e fortemente radicata nell'immaginario collettivo. Molti scrittori di fantasy del XX e XXI secolo hanno scritto di draghi: J.R.R. Tolkien ne Il Silmarillion, Lo Hobbit e, marginalmente, ne Il Signore degli Anelli; Guy Gavriel Kay ne L'arazzo di Fionavar; Michael Ende in La storia infinita; Margaret Weis e Tracy Hickman ne Le Cronache di Dragonlance, nel Ciclo di Death Gate e ne Il ciclo della Pietra Sovrana; Licia Troisi nei suoi libri sul Mondo Emerso e nella saga La ragazza drago; Silvana De Mari nella saga de L'Ultimo Elfo; Ursula K. Le Guin nella Saga di Terramare; Christopher Paolini nel Ciclo dell'eredità; Steven Erikson ne Il libro Malazan dei caduti; Samantha Shannon ne Il priorato dell'albero delle arance. Ruoli importanti hanno nelle Cronache del ghiaccio e del fuoco di George R. R. Martin e La nave della pazzia di Robin Hobb.
Con un accento più fantascientifico, la scrittrice Anne McCaffrey ha dedicato un fortunato ciclo di romanzi ai Dragonieri di Pern, che cavalcano draghi ottenuti con l'ingegneria genetica.

### Cinema

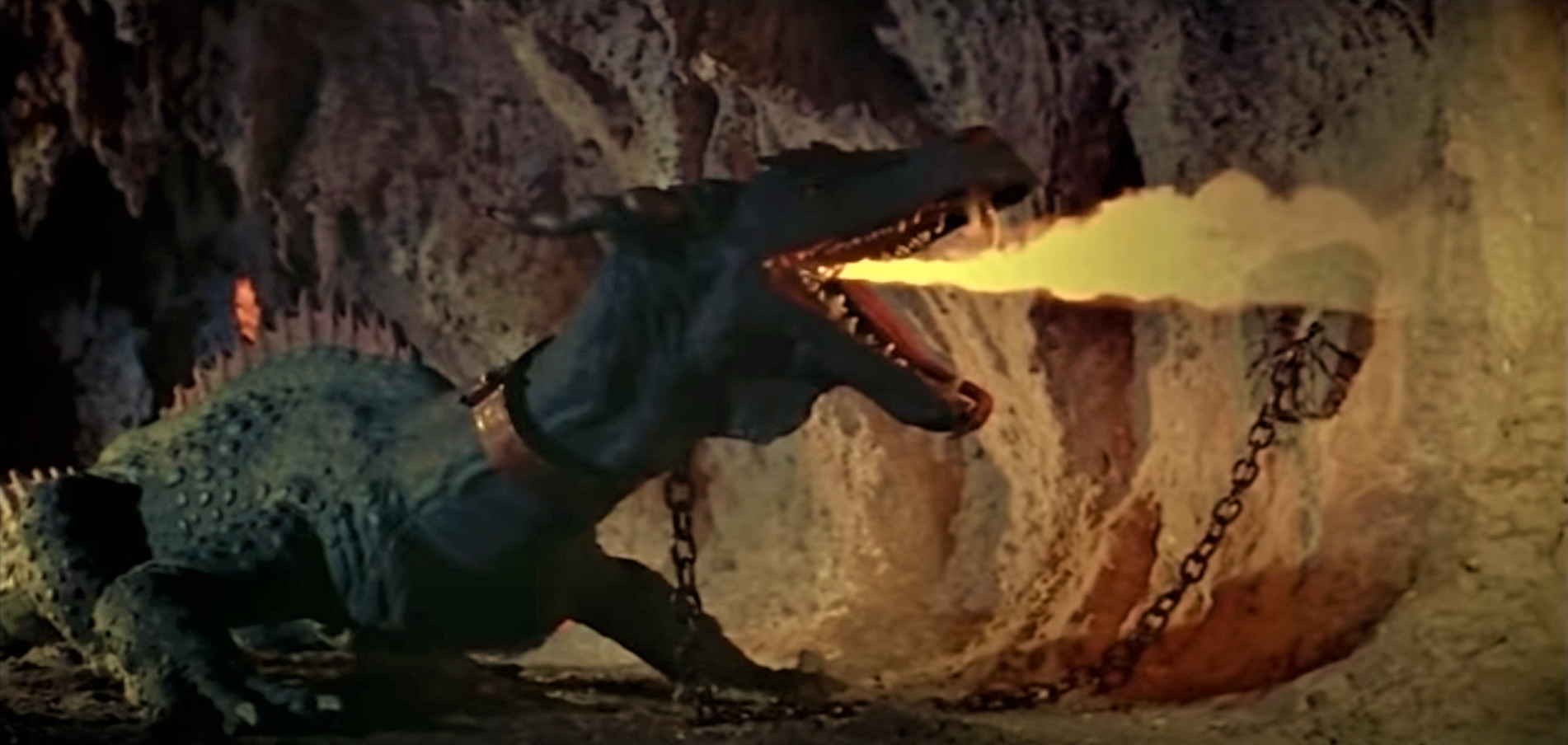
Drago rappresentato ne Il 7º viaggio di Sinbad

Alla figura del drago sono stati anche ispirati diversi film, tra i quali:
- Porcellane che vivono di Walt Disney (1931)
- Il drago riluttante di Walt Disney (1941)
- Il 7º viaggio di Sinbad di Nathan Juran (1958)
- Reptilicus (1961)
- Elliott il drago invisibile di Don Chaffey (1977)
- Il drago del lago di fuoco di Matthew Robbins (1981)
- Q - Il serpente alato (1982)
- Il volo dei draghi di Jules Bass e Arthur Rankin Jr. (1982)
- La storia Infinita di Wolfgang Petersen (1984)
- L'attacco dei draghi di Maria Mittelholzer (1994)
- Dragonworld (1994)
- Pagemaster di Joe Johnston (1994)
- Tilly e il draghetto (1995)
- Dragonheart di Rob Cohen (1996)
- La spada magica - Alla ricerca di Camelot (1998)
- Mulan (1998)
- Dragonheart 2 - Una nuova avventura di Doug Lefler (2000)
- Dungeons & Dragons - Che il gioco abbia inizio (2000)
- Il regno del fuoco di Rob Bowman (2002)
- George and the Dragon di Tom Reeve (2004)
- Dragon Storm (2004)
- Dungeons & Dragons 2: Wrath of the Dragon God di Gerry Lively (2005)
- Dragon (2006)
- Eragon di Stefen Fangmeier (2006)
- Dragon Wars di Hyung-rae Shim (2007)
- Fire & Ice - Le cronache del drago (2008)
- Merlino e la battaglia dei draghi di Mark Atkins (2008)
- Maga Martina e il libro magico del draghetto (2009)
- Dragon Trainer di Chris Sanders e Dean DeBlois (2010)
- Maga Martina 2 - Viaggio in India (2011)
- Age of the Dragons di Ryan Little (2011)
- Dragon Crusaders di Mark Atkins (2011)
- Lo Hobbit - La desolazione di Smaug di Peter Jackson (2013)
- Tom & Jerry: Il drago perduto (2014)
- Dragon Trainer 2 (2014)
- Lo Hobbit - La battaglia delle cinque armate di Peter Jackson (2014)
- Dragon (2015)
- Il drago invisibile (Pete's Dragon) (2016)
- Transformers - L'ultimo cavaliere (2017)
- Dragon Trainer - Il mondo nascosto (2019)
- Dolittle (2020)
- Raya e l'ultimo drago (2021)
- Dungeons & Dragons - L'onore dei ladri (2023)
- Dragon Trainer (2025)

### Televisione
- Una parodia dei canoni mitologici sui draghi è rappresentata dal cartone animato italiano Grisù (1975).
- Nel cartone animato americano American Dragon il protagonista ha il potere di trasformarsi in un drago.
- Dragons di Chris Sanders e Dean DeBlois (2010) è la serie animata tratta dal film di animazione Dragon Trainer.
- I draghi hanno un importante ruolo anche nella serie televisiva inglese Merlin.
- Nella celebre serie fantasy Il Trono di Spade, adattamento televisivo del ciclo di romanzi Cronache del ghiaccio e del fuoco, i draghi sono creature magiche di antiche origini che vengono affidati, addomesticati e addestrati dai membri più importanti della casata Targaryen.
- House of the Dragon, adattamento televisivo del romanzo Fuoco e sangue di George R. R. Martin, pur sempre ricollegati ai Targaryen.

### Videogiochi
Si deve citare Spyro the Dragon (1998), la saga di videogiochi uscita su più piattaforme che ha come protagonista Spyro, un draghetto viola.
Altri titoli sui draghi includono  Dragon's Lair (1983), Dragonriders of Pern (1983), Thanatos (1986), Dragon Spirit (1987), Rainbow Dragon (1988), Dragon Breed (1989), Dragonscape (1989), Saint Dragon (1989), Dragon Lord (1990), DragonStrike (1990), la serie Panzer Dragoon (1995), la serie Drakan (1999), Dragon Valor (1999), Savage Skies (2002), la serie Drakengard (2003), I of the Dragon (2004), Monster Hunter (2005), Eragon (2006), Divinity II: Ego Draconis (2009), la serie Dragon Age (2009), How to Train Your Dragon (2010), Hoard (2010), The Elder Scrolls V: Skyrim (2011), la serie Dark Souls (2011), Crimson Dragon (2013).